# نيشان جامايكا
وسام جامايكا هو الخامس من بين ستة أوسمة في نظام الشرف الجامايكي. أُنشئت هذه الوسام عام 1969، وهي تُعادل وسام الفروسية في نظام التكريم البريطاني.
يمكن منح العضوية في النظام إلى أي مواطن جامايكي يتمتع بامتياز بارز. يمكن منح العضوية الفخرية في الأمر إلى أي مواطن متميز من بلد آخر غير جامايكا.
يحق للأعضاء والأعضاء الفخريين: 
- ارتداء شارة النظام كزخرفة،
- أن يكون لقب «الشرفاء»،
- استخدم الحروف اللاحقة الاسمية "OJ" (للأعضاء) أو "OJ (Hon.)" (للأعضاء الفخريين).

شعار الرهبنة هو «من أجل عهد الشعب».

## تصميم الوسام
الوسام مصنوع من الذهب الخالص ويتكون من شارة من المينا البيضاء، تمثل نهاياتها ثمار وأوراق فاكهة أكي، معلقة بشريط حريري أخضر غامق. يُظهر المركز شعار النبالة لجامايكا في الشعار على خلفية ذهبية ومُحاط بشعار النظام بأحرف ذهبية على المينا الخضراء.

## العضوية واللقب
ويمكن منح هذا الوسام لأي مواطن جامايكي يتمتع بامتياز كبير. يجوز منح العضوية الفخرية في الأمر إلى أي مواطن أجنبي آخر. يحق للأعضاء والأعضاء الفخريين
ينقل لقب "المحترم" قبل اسم صاحب الوسام وتستخدم الأحرف الأولى من OJ (الأعضاء) و "OJ (Hon.) (الأعضاء الفخريين) بعد اسمك.
شعار المنظمة هو: «من أجل تحالف الشعب».

## روابط خارجية
- جوائز جامايكا الوطنية